# WordWeb
WordWeb – program słownikowy do obsługi języka angielskiego, autorstwa Antony’ego Lewisa.
Zaprojektowany dla środowiska Windows program jest dostępny w wersji płatnej (WordWeb Pro) i darmowej (WordWeb) – ta ostatnia zawiera 140 tys. haseł głównych oraz 115 tys. synonimów i antonimów. Wbudowana funkcja hipertekstu pozwala aktywować wyrazy za pomocą podwójnego kliknięcia. Wyróżnia się precyzyjny i rozbudowany opis semantyczny haseł, ważny zwłaszcza dla uczniów języków obcych. Program wykazuje też powiązania pomiędzy hasłami:
Rodzaje hasła:
- finger → index finger, middle finger, thumb

Rodzaj hasła:
- decipher → read

Części hasła:
- computer → keyboard, memory

Część hasła:
- blade → axe, knife

Podobieństwa:
- happy → fortunate

Możliwe jest uruchomienie słownika z dowolnej aplikacji za pomocą skrótu klawiszowego, a także sprawdzenie znaczenia zaznaczonego w przeglądarce wyrazu za pomocą polecenia „WordWeb” w menu kontekstowym myszy.